# 施韋諾湖
52°8′10″N 14°2′43″E / 52.13611°N 14.04528°E

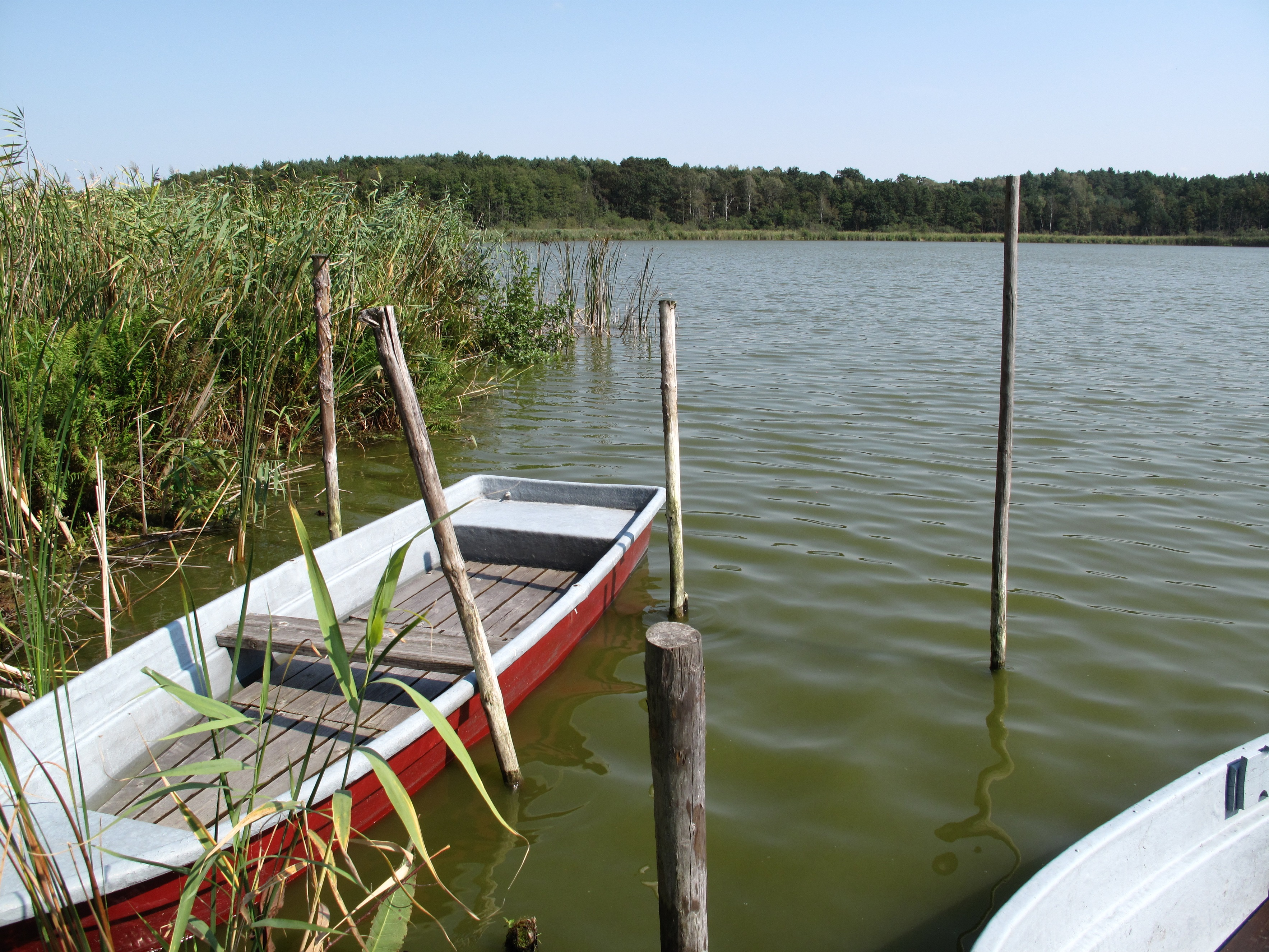

施韋諾湖（德語：Schwenowsee），是德國的湖泊，位於該國西南部，由勃蘭登堡州負責管轄，處於奧得-施普雷縣，長0.9公里、寬0.4公里，面積0.25平方公里，海拔高度45米，湖岸線長度2.3公里。